# Chrysopa filicornis
Chrysopa filicornis är en insektsart som beskrevs av Fitch 1855. Chrysopa filicornis ingår i släktet Chrysopa och familjen guldögonsländor. Inga underarter finns listade i Catalogue of Life.